# Balduin 5. af Jerusalem
Kong Balduin 5. (Balduin af Montferrat, også kendt som Baudouinet, født som Balduin Aleramici 5.; august 1177  –  august 1186) blev kronet til medkonge af Jerusalem med sin onkel, Kong Balduin 4. i 1183, og regerede efter onklens død alene fra 1185 til 1186 under Grev Raymond 3. af Tripolis regentskab. Han blev efterfulgt af sin mor Sibylla og sin stedfar Guy af Lusignan.

## En brik i et politisk spil
Balduin var ikke andet end en brik i rigets politik. Da han blev født, havde den politiske scene delt sig til to fraktioner. Balduin 4. var langsomt døende af spedalskhed, og arvefølgen ville sandsynligvis blive en kamp mellem Balduin 4.'s søster og deres yngre halvsøster Isabella. Deres udvidede familie og førende adelige var delt i deres støtte til de to arvinger.
Raymond 3. af Tripoli, fætter til deres far Amalrik 1. af Jerusalem, havde været regent for Balduin 4., mens sidstnævnte havde været barn, men så snart kongen var blevet myndig i 1176, begyndte hans magt at falde. Han havde også et krav på tronen i sin egen ret, men hans barnløshed forhindrede ham at forfølge det. I stedet optrådte han som mægler og hjalp slægten Ibelins interesser. Amalriks enke (Isabellas mor) Maria Komnene havde giftet sig med Balian af Ibelin, og Raymond forsøgte at genvinde indflydelse med en plan om at gifte Sibylla med Balians ældre bror Balduin af Ibelin. Kongen svarede igen ved i stedet at gifte hende med Guy af Lusignan i 1180. Guy havde, som en vassal af angevinerne fra Poitou, potentialet til at kunne opnå hjælp fra Balduin 4.'s fætter Henrik 2. af England til kongeriget.
Den anden fraktion, der i højere grad støttede Sibylla, var centreret omkring hendes morbror Joscelin 3. af Edessa og mor Agnes af Courtenay, nu hustru til Reginald af Sidon. Allieret med dem var Reunad de Châtillon, der havde været i landet siden Det 2. korstog og var enkemand efter Amalrik I's kusine Konstance af Antiokia. Amalrik af Lusignan, der selv var en en svigersøn til Balduin af Ibelin, var blevet vundet over til Agnes og kongens side, og havde bragt sin yngre bror Guy frem i forgrunden. Eraklius, udnævnt til den katolske patriark af Jerusalem i 1180, har undertiden været forbundet med denne gruppe, men forsøgte også at skabe fred mellem de forskellige fraktioner.

## Medkonge af Jerusalem
Efterhånden som Balduin 4. blev mindre og mindre i stand til at regere på grund af hans spedalskhed, blev Guy udnævnt til bailli af kongeriget. Sammen med Reunad de Châtillon provokerede han Saladin, sultan af Egypten og Syrien med angreb på muslimske karavaner. Da Saladin invaderede kongeriget i 1183, tøvede Guy med at svare igen, og han blev derfor betragtet som en svag hærleder.
Balduin 4. afsatte Guy og tog magten tilbage til sig selv, selvom han nu var blind og sengeliggende. I de næste par måneder forsøgte han uden succes at få Sibyllas ægteskab med Guy annulleret. Raymond 3. blev kaldt tilbage, og Haute Cour blev indkaldt for at bestemme Balduin 4.'s efterfølger. Hans juridiske arving var hans søster, Sibylla, men det blev besluttet, at hendes søn Balduin af Montferrat skulle arve kongeriget forud for Sibyllas krav. Balduin 5. blev 5 år gammel kronet som medkonge.
Arvefølgekrisen resulterede også i at en mission blev sendt til Vesten for at søge hjælp: I 1184 rejste patriarken Eraklius sammen med Roger de Moulins, stormesteren af Johanniterordenen og Arnaud de Toroge, stormesteren af Tempelridderne, til hoffene i Europa. Eraklius tilbød kongedømmet til både Filip 2. af Frankrig og Henrik 2. af England: Den førstnævnte var søn af Ludvig 7., fætter til Balduin 5.'s far, sidstnævnte var fætter til Balduin 4. og Sibylla og havde lovet at drage på korstog efter mordet på Thomas Becket. Ingen af dem hjalp ham. En vis støtte fra familien ankom i form af Balduin 5.'s farfar, markisen Vilhelm 5. af Montferrat ("den Ældre"), som etablerede sig på Skt. Elias Borgen. Omkring samme tid, i den sidste halvdel af 1184, døde Balduins mormor Agnes af Courtenay i Akko.

## Monark alene
Balduin 4. bukkede til sidst under for sin spedalskhed i foråret 1185. Kort før sin død beordrede han et officielt offentligt kronebæring til sin nevø i Gravkirke (da den lille dreng allerede var blevet kronet). Balduin 5. blev båret på skuldrene af Balian af Ibelin, ikke kun fordi Balian var særlig høj, men også for at demonstrere, at hans tante Isabellas familie støttede hans tronbestigelse. Balduin 5. var nu konge alene, men da han stadig var mindreårig, var Raymond 3. hans bailli (regent) og hans grandonkel Joscelin 3. af Edessa, hans personlige værge.

## Tidlige død
Balduins regeringsperiode alene varede lidt over et år, og han døde i efteråret 1186 i Akko. Han havde været så svag og syg i hele sin barndom, at hans død var forventet. Hans død forstærkede den langvarige antagelse om, at han aldrig ville have levet til voksenalderen eller længe nok til at få en arving.
Efter hans død ledsagede hans bedstefar Vilhelm og grandonkel Joscelin hans kiste til Jerusalem. Han blev begravet i Gravkirken i en kunstfærdigt udskåret gravkiste, som stort set blev ødelagt i begyndelsen af 1800-tallet. Fragmenter af det er blevet identificeret af Zehava Jacoby i den ortodokse patriark af Jerusalems besiddelse.

## Arvefølgekrise
På grund af Balduin 5.'s skrøbelige helbred, var der allerede blevet lagt planer for at bestemme kongerigets næste hersker. Tronen ville blive krævet af enten hans mor Sibylla eller hans tante Isabella, fordi de var hans bedstefar Amalrik 1.'s eneste overlevende børn. Arvefølgen ville blive bestemt af et råd bestående af Balduins frænder, kongerne af England og Frankrig, Frederik Barbarossa, den tysk-romerske kejser og paven, på det tidspunkt Urban 3. I mellemtiden ville hans "mest retmæssige arving" fungere som bailli (regent). Imidlertid blev denne aftale ignoreret fuldstændigt, da Balduin var død, skønt den senere blev påberåbt af hans farbror Konrad af Montferrat (hans nærmeste mandlige slægtning) i hans krav på Guys kongedømme efter Slaget ved Hattin i 1187.
I stedet for at deltage i begravelsen indkaldte baillien Raymond af Tripoli en forsamling af sine støtter i Nablus, Ibelin-familiens hovedsæde. Dette antyder, at han allerede havde til formål at fremme Isabellas krav (Balian af Ibelins steddatter) og udfordre Sibylla.
Sibyllas arv blev gjort betinget af annulleringen af hendes ægteskab med Guy. (En lignende betingelse var blevet pålagt hendes far, der var blevet tvunget til at lade sig skille fra hendes mor. ) Hun ville få et frit valg af en ny mand. Hun nægtede. Ved sin kroning, da patriark Eraklius bad hende om at indkalde sin nye gemal, førte hun Guy frem for at blive kronet.
Raymond 3. og adelige forsøgte derefter at arrangere et kup for at anbringe Isabella på tronen sammen med hendes mand Humfried 4. af Toron. Humfried trak sig (han var stedsøn til Guy's allierede Reunad de Châtillon) og svor troskab til Sibylla og Guy. Raymond 3., oprørt, vendte hjem til Tripoli, og Balduin af Ibelin gik i selvpålagt eksil fra kongeriget.
Sibylla og Guys styre viste sig at være katastrofalt, og kongeriget blev næsten udslettet af Saladin efter Slaget ved Hattin i 1187. Balduin 5.'s farbror, Konrad af Montferrat, drev Saladin tilbage fra belejringen af Tyrus og videreførte Montferrat-kravet til tronen, forstærket af hans ægteskab med Isabella.

## I fiktion
Balduin optræder som en mindre karakter i flere romaner, særligt i Król trędowaty (Den spedalske konge) af Zofia Kossak-Szczucka, The Knights of Dark Renown af Graham Shelby og Jerusalem af Cecelia Holland, som et sygeligt lille barn. Afhængig af forfatterens skildring af hans mor Sibylla, er han på forskellig vis beskrevet som enten dybt elsket eller forsømt.
Han er med i director's cut af filmen Kingdom of Heaven fra 2005, men blev redigeret ud af biografversionen. I director's cut er den unge Balduin afbildet som lidende af spedalskhed, ligesom hans onkel Balduin 4. Hans død i filmen tilskrives hans mors forgiftning. Det afbildes som aktiv dødshjælp for at skåne ham for sygdommens lidelser.